# Kolla suturella
Kolla suturella är en insektsart som beskrevs av Carl Stål 1855. Kolla suturella ingår i släktet Kolla och familjen dvärgstritar. Inga underarter finns listade i Catalogue of Life.